# Synthwave (lata 2000.)
Synthwave (zwany też retrowave lub futuresynth) – gatunek muzyki elektronicznej, zwany również nowoczesnym synthpopem. Powstał w połowie lat 2000. z inicjatywy internetowej społeczności producentów muzycznych, zainspirowanych twórczością takich artystów jak Kavinsky, Justice czy College (muzyka elektroniczna, tech house), którzy to swoje kompozycje kreują w oparciu o muzykę filmową oraz gier komputerowych lat 80. Popularność synthwave wzrosła w 2011 roku wraz z powstaniem wytwórni płytowej NewRetroWave, specjalizującej się wyłącznie w tym nurcie. Synthwave naśladuje utwory z gatunku fantastyki naukowej, akcji, retrofuturyzmu i horroru lat 80., czasami też cyberpunku. W przeciwieństwie do Vaporwave, z którym często jest mylony, nie służy parodiowaniu czy karykaturalizowaniu popkultury tamtych czasów, tylko jej gloryfikacji, celebracji i wywołaniu uczucia nostalgii, mimo że odbiorca tych dzieł często nie żył jeszcze w owym okresie historycznym.

## Przykładowi twórcy zagraniczni
- Mitch Murder[7],
- Power Glove[8],
- Timecop1983[2],
- The Midnight[9],
- Mega Drive[2],
- Lazerhawk[2].
- FM-84.[10]

## Przykładowi twórcy w Polsce[11]
- Jeremiah Kane[12]
- Nightrun87[13]
- Favorit89[14][15]